# Ablavius
Ablavius – historyk lub etnograf (geograf), autor historii Gotów, z której wzmianki zachowały się u Jordanesa. Uznawany bądź za osobę współczesną Kasjodorowi (VI w.), nieco starszą (przełom V i VI w.), żyjącą nie później niż w III w., utożsamiany z konsulem z roku 331, Ablaviusem, bądź też z sofistą Ablabiosem z Galacji (przełom IV i V w.). Nie mógł jednak tworzyć później niż w roku 551.
Jego niezachowane dzieło uważane jest albo za główne źródło dla Kasjodora, źródło przez niego wykorzystane, za którego pośrednictwem treści w nim zawarte miały trafić do Getiki, albo ewentualnie mu znane, ale wykorzystane bezpośrednio przez Jordanesa. W utworze Ablaviusa doszukiwano się historii spisanej na podstawie oralnych gockich przekazów pieśniarskich, historii Wizygotów co najmniej do czasów Hermanaryka (ok. 375), dzieła etnograficznego bądź geograficznego. Przekazane przez Jordanesa fragmenty z Ablaviusa tyczą się obszarów nadczarnomorskich i okresu sprzed podziału na Wizygotów i Ostrogotów. Od niego zaczerpnął autor Getiki opowieść o królu Filimerze oraz, zapewne, fragment opisujący wędrówkę Gotów ze Skandynawii nad Morze Czarne. Prawdopodobnie utwór Ablaviusa był również nasycony motywami biblijnymi i antycznymi. Jego przekaz stoi w opozycji wobec tradycji Kasjodorowej — Ablavius umiejscawia moment podziału Gotów na czasy Ostrogoty po osiedleniu się nad Morzem Czarnym, a nie dopiero na schyłek IV w. — podaje poprzez powyższe w wątpliwość prawa Amalów do rządów nad Wizygotami.